# La Machine (film, 1994)
Pour les articles homonymes, voir La Machine.
Pour plus de détails, voir Fiche technique et Distribution.
La Machine est un film français réalisé par François Dupeyron, sorti en 1994.
Un psychiatre obsédé par la découverte du transfert de l'esprit d'une personne à une autre personne construit une machine à cet effet. Il utilise comme cobaye un dangereux psychopathe paranoïaque, enfermé  pour divers meurtres dans un institut psychiatrique. Mais l'expérience ne se déroule pas comme prévu et chacun des personnages a son esprit transféré dans le corps de l'autre. Le psychiatre est désormais ligoté dans le corps du psychopathe, et le psychopathe, dans son nouveau corps, retrouve une liberté inattendue, l'incitant à assouvir ses penchants criminels et à faire passer le psychiatre comme étant lui-même.

## Synopsis
Marc Lacroix est psychiatre. Il est obsédé par l'idée de découvrir comment l'esprit prend forme dans le cerveau humain. Ses recherches l'amènent à construire une machine avec laquelle il croit pouvoir lire la pensée, mais il lui faut un cobaye. Il rencontre alors Michel Zyto, psychopathe dangereux, hypocondriaque et paranoïaque, enfermé dans un institut spécialisé à la suite du meurtre de trois femmes. Cette personnalité pathologique fascine Marc au point qu'il décide de tester sur lui la machine. 
Mais l'expérience ne se déroule pas comme prévu et transporte l'esprit des deux hommes dans le corps de l'autre. Alors que Lacroix demande à Zyto de relancer la machine pour les remettre chacun dans leurs corps respectifs, ce dernier saisit l'occasion et prend la place de Lacroix, qu'il assomme et ramène en tant que Zyto à l'institut. 
Alors que Zyto tente de s'habituer à la présence féminine de Marie, l'épouse de Lacroix, ce dernier parvient à s'échapper de l'institut et à rejoindre Marianne, sa maîtresse et la seule autre personne à qui il avait fait part de son projet secret, qu'il parvient difficilement à convaincre de la terrible vérité. Marianne retrouve Marie, qui fait ses courses en famille, et tente de la mettre au courant sans que son "mari" ne s'en rende compte, mais elle ne la croit pas et Zyto comprend que Lacroix s'est échappé et qu'il est chez elle. Peu après, il reçoit un appel de l'institut confirmant ses soupçons, et décide de ne pas rester dans la propriété de Lacroix à Versailles et d'aller à un hôtel à Paris avec la famille de Lacroix pour que ce dernier ne le retrouve pas.
Depuis l'hôtel, Zyto aperçoit Marianne en compagnie de Lacroix, ce dernier partant avec la voiture de celle ci. Il suit la jeune femme jusque chez elle et l'interroge pour savoir où est Lacroix, qui est alors en train de le chercher chez lui à Versailles, avant de la tuer de plusieurs coups de couteau. Lacroix, n'ayant pas pu entrer dans la maison, appelle Marianne mais tombe à la place sur Zyto, qui lui donne rendez-vous au Jardin du Luxembourg, où ils ont une brève entrevue au cours de laquelle Lacroix apprend le meurtre de Marianne. Après être passé chez des amis de la famille pour récupérer une arme, Lacroix se rend à l'hôtel, mais est reconnu en tant que Zyto par le réceptionniste, et parvient à s'enfuir de justesse avant d'être récupéré par Zyto. Les deux hommes se rendent au laboratoire secret de Lacroix pour inverser le processus, mais Zyto assomme Lacroix et l'enferme dans le sous-sol de sa maison. Après avoir caché l'arme et un couteau dans un meuble de la maison, il retrouve Marie chez les amis de la famille et emmène Léonard, le fils de Lacroix, pour utiliser la machine sur lui. Le transfert fonctionne et Zyto, désormais dans le corps de Léonard, emmène ce dernier dans le sous-sol, avant d'appeler sa "mère" pour lui dire que Lacroix est parti à Lyon, soi disant sur exigence de Zyto qui aurait pris une femme en otage là bas. 
Marie rentre à la maison et retrouve son fils, dont elle remarque cependant certains tics et comportements étranges. Alors qu'ils vont se coucher, Lacroix, dans la cave, reprend conscience et se libère, non sans avoir constaté que son fils se trouvait désormais dans son propre corps. Zyto prend les armes qu'il avait cachées auparavant, et frappe mortellement Marie de plusieurs coups de couteau. Lacroix et Léonard arrivent devant la chambre, où Zyto les tient en joue. Cependant, Marie parvient à se trainer jusqu'à la porte, ce qui effraie Léonard et distrait Zyto suffisamment pour que Lacroix puisse le mettre au sol et le neutraliser. 
L'issue des évènements, de même que tout le reste de l'histoire, est racontée par Lacroix à son ancien confrère à l'institut : Marie est morte, et Lacroix a fait en sorte que tout le monde retrouve son corps, avant d'exécuter Zyto et de détruire la machine. Désormais interné pour vraisemblablement le meurtre de Marianne, Lacroix se demande s'il ne reste pas encore une trace de l'esprit de Zyto dans le sien et celui de son fils...

## Fiche technique
- Titre : La Machine
- Réalisation : François Dupeyron
- Première assistante réalisatrice : Catherine Joubé
- Scénario : François Dupeyron d'après le roman de René Belletto
- Producteurs : Patrick Bordier, Bernard Bouix, René Cleitman et Ingrid Windisch
- Musique : Michel Portal
- Directrice de casting :  Jeanne Biras
- Directeur de la photographie : Dietrich Lohmann
- Montage : Noëlle Boisson
- Décors : Carlos Conti
- Costumes : Élisabeth Tavernier
- Son : Pierre Gamet
- Montage son : Nadine Muse
- Effets spéciaux : Georges Demétrau
- Parmi les lieux de tournage : Studios de Babelsberg, Berlin, Béthemont-la-Forêt
- Pays d'origine :  France,  Allemagne
- Format : couleurs - Stéréo
- Genre : science-fiction
- Durée : 96 minutes
- Date de sortie : 30 novembre 1994
- Film interdit aux moins de 12 ans lors de sa sortie en salles

## Distribution
- Gérard Depardieu : Dr. Marc Lacroix / Michel Zyto / Léonard Lacroix
- Nathalie Baye : Marie Lacroix
- Didier Bourdon : Michel Zyto / Dr. Marc Lacroix
- Natalia Wörner : Marianne
- Erwan Baynaud : Léonard Lacroix / Michel Zyto
- Claude Berri : Hugues
- Marc Andreoni : le gardien
- Christian Bujeau : Martial
- Julie Depardieu : une infirmière
- Patty Hannock : Marie-Thérèse
- Arsène Jiroyan : le réceptionniste
- Aude Thirion : une infirmière